# Oscar 2012
A 84.ª edição dos Academy Awards, aconteceu no dia 26 de fevereiro de 2012 no Kodak Theatre, Hollywood, Califórnia.
Nos Estados Unidos, a premiação foi transmitida ao vivo pela ABC. Inicialmente, o apresentador seria o comediante Eddie Murphy, porém como o diretor da premiação foi demitido, Murphy  decidiu não apresentar mais o evento.
Sendo assim, Billy Crystal foi o hoster enquanto a produção ficou a cargo de Brian Grazer. Esta foi a nona vez que Crystal apresentou a premiação.

## Indicados e vencedores
Os indicados à 84.ª edição dos Academy Awards foram anunciados em 24 de janeiro de 2012, no "Samuel Goldwyn Theater" por Tom Sherak, presidente da AMPAS, e Jennifer Lawrence.
 Indica o vencedor dentro de cada categoria.
| Melhor Filme O Artista – Thomas Langmann - War Horse – Steven Spielberg e Kathleen Kennedy - Moneyball – Michael De Luca, Rachael Horovitz e Brad Pitt - Extremely Loud and Incredibly Close – Scott Rudin - The Help – Brunson Green, Chris Columbus e Michael Barnathan - Hugo – Graham King e Martin Scorsese - Midnight in Paris – Letty Aronson e Stephen Tenenbaum - The Descendants – Jim Burke, Jim Taylor e Alexander Payne - A Árvore da Vida – Dede Gardner, Sarah Green, Grant Hill e Bill Pohlad | Melhor Diretor Michel Hazanavicius — O Artista - Woody Allen — Midnight in Paris - Terrence Malick — A Árvore da Vida - Alexander Payne — The Descendants - Martin Scorsese — Hugo |
| Melhor Ator Jean Dujardin — O Artista como George Valentin - Demián Bichir — A Better Life como Carlos Galindo - George Clooney — The Descendants como Matthew "Matt" King - Gary Oldman — Tinker Tailor Soldier Spy como George Smiley - Brad Pitt — Moneyball como Billy Beane | Melhor Atriz Meryl Streep — A Dama de Ferro como Margaret Thatcher - Glenn Close — Albert Nobbs como Albert Nobbs - Viola Davis — The Help como Aibileen Clark - Rooney Mara — The Girl with the Dragon Tattoo como Lisbeth Salander - Michelle Williams — My Week with Marilyn como Marilyn Monroe |
| Melhor Ator Coadjuvante Christopher Plummer — Beginners como Hal Fields - Kenneth Branagh — My Week with Marilyn como Laurence Olivier - Jonah Hill — Moneyball como Paul DePodesta - Nick Nolte — Warrior como Paddy Conlon - Max von Sydow — Extremely Loud and Incredibly Close como The Renter | Melhor Atriz Coadjuvante Octavia Spencer — The Help como Minny Jackson - Bérénice Bejo — The Artist como Peppy Miller - Jessica Chastain — The Help como Celia Foote - Melissa McCarthy — Bridesmaids como Megan Price - Janet McTeer — Albert Nobbs como Hubert Page |
| Melhor Roteiro/Argumento - Original Midnight in Paris — Woody Allen - O Artista — Michel Hazanavicius - Bridesmaids — Kristen Wiig e Annie Mumolo - Margin Call — J.C. Chandor - Jodaeiye Nader az Simin — Asghar Farhadi | Melhor Roteiro/Argumento - Adaptado The Descendants — Alexander Payne, Nat Faxon e Jim Rash por The Descendants de Kaui Hart Hemmings - Hugo — John Logan por The Invention of Hugo Cabret de Brian Selznick - The Ides of March — George Clooney, Grant Heslov e Beau Willimon por Farragut North de Beau Willimon - Moneyball — Steven Zaillian, Aaron Sorkin e Stan Chervin por Moneyball de Michael Lewis - Tinker Tailor Soldier Spy — Bridget O'Connor e Peter Straughan por Tinker Tailor Soldier Spy de John le Carré |
| Melhor Filme de Animação Rango — Gore Verbinski - Une vie de chat — Alain Gagnol e Jean-Loup Felicioli - Chico & Rita — Fernando Trueba e Javier Mariscal - Kung Fu Panda 2 — Jennifer Yuh Nelson - Puss in Boots — Chris Miller | Melhor Filme Estrangeiro Jodaeiye Nader az Simin ( Irão) — Asghar Farhadi - Rundskop ( Bélgica) — Michaël R. Roskam - He'arat Shulayim ( Israel) — Joseph Cedar - W ciemności ( Polónia) — Agnieszka Holland - Monsieur Lazhar ( Canadá) — Phillipe Falardeau |
| Melhor Documentário em Longa-metragem Undefeated – T. J. Martin, Dan Lindsay e Richard Middlemas - Hell and Back Again – Danfung Dennis e Mike Lerner - If a Tree Falls: A Story of the Earth Liberation Front – Marshall Curry e Sam Cullman - Paradise Lost 3: Purgatory – Joe Berlinger e Bruce Sinofsky - Pina – Wim Wenders e Gian-Piero Ringel | Melhor Documentário em Curta-metragem Saving Face – Sharmeen Obaid-Chinoy e Daniel Junge - The Barber of Birmingham: Foot Soldier of the Civil Rights Movement – Robin Fryday e Gail Dolgin - God Is the Bigger Elvis – Rebecca Cammisa e Julie Anderson - Incident in New Baghdad – James Spione - The Tsunami and the Cherry Blossom – Lucy Walker e Kira Carstensen |
| Melhor Curta-metragem The Shore – Terry George e Oorlagh George - Pentecost – Peter McDonald e Eimear O'Kane - Raju – Max Zähle e Stefan Gieren - Time Freak – Andrew Bowler e Gigi Causey - Tuba Atlantic– Hallvar Witzø | Melhor Animação em Curta-metragem The Fantastic Flying Books of Mr. Morris Lessmore – William Joyce e Brandon Oldenburg - Dimanche – Patrick Doyon - La Luna – Enrico Casarosa - A Morning Stroll – Grant Orchard e Sue Goffe - Wild Life – Amanda Forbis e Wendy Tilby |
| Melhor Trilha Sonora/Banda Sonora O Artista — Ludovic Bource - The Adventures of Tintin — John Williams - Hugo — Howard Shore - Tinker Tailor Soldier Spy — Alberto Iglesias - War Horse — John Williams | Melhor Canção original "Man or Muppet" de The Muppets — Bret McKenzie - "Real in Rio" de Rio — Sérgio Mendes, Carlinhos Brown e Siedah Garrett |
| Melhor Edição de Som Hugo – Philip Stockton e Eugene Gearty - Drive – Lon Bender e Victor Ray Ennis - The Girl with the Dragon Tattoo – Ren Klyce - Transformers: Dark of the Moon – Ethan Van der Ryn e Erik Aadahl - War Horse – Richard Hymns e Gary Rydstrom | Melhor mixagem/mistura de Som Hugo – Tom Fleischman e John Midgley - The Girl with the Dragon Tattoo – David Parker, Michael Semanick, Ren Klyce e Bo Persson - Moneyball – Deb Adair, Ron Bochar, David Giammarco e Ed Novick - Transformers: Dark of the Moon – Greg P. Russell, Gary Summers, Jeffrey J. Haboush e Peter J. Devlin - War Horse – Gary Rydstrom, Andy Nelson, Tom Johnson e Stuart Wilson |
| Melhor Direção de Arte Hugo — Dante Ferretti e Francesca Lo Schiavo - O Artista – Laurence Bennett e Robert Gould - Harry Potter and the Deathly Hallows – Part 2 — Stuart Craig e Stephenie McMillan - Midnight in Paris — Anne Seibel e Hélène Dubreuil - War Horse — Rick Carter e Lee Sandales | Melhor Cinematografia/Fotografia Hugo — Robert Richardson - O Artista – Guillaume Schiffman - The Girl with the Dragon Tattoo — Jeff Cronenweth - The Tree of Life — Emmanuel Lubezki - War Horse — Janusz Kamiński |
| Melhor Maquiagem/Caracterização The Iron Lady – Mark Coulier e J. Roy Helland - Albert Nobbs – Martial Corneville, Lynn Johnson e Matthew W. Mungle - Harry Potter and the Deathly Hallows – Part 2 – Nick Dudman, Amanda Knight e Lisa Tomblin | Melhor Figurino/Guarda-Roupa O Artista — Mark Bridges - Anonymous – Lisy Christl - Hugo — Sandy Powell - Jane Eyre — Michael O'Connor - W.E. – Arianne Phillips |
| Melhor Edição/Montagem The Girl with the Dragon Tattoo — Angus Wall e Kirk Baxter - O Artista — Anne-Sophie Bion e Michel Hazanavicius - The Descendants — Kevin Tent - Hugo — Thelma Schoonmaker - Moneyball — Christopher Tellefsen | Melhores Efeitos Visuais Hugo – Rob Legato, Joss Williams, Ben Grossmann e Alex Henning - Harry Potter and the Deathly Hallows – Part 2 – Tim Burke, David Vickery, Greg Butler e John Richardson - Real Steel – Erik Nash, John Rosengrant, Dan Taylor e Swen Gillberg - Rise of the Planet of the Apes – Joe Letteri, Dan Lemmon, R. Christopher White e Daniel Barrett - Transformers: Dark of the Moon – Scott Farrar, Scott Benza, Matthew E. Butler e John Frazier                                                      |

## Filmes com Multiplas Nomeações
Seguindo os 18 filmes com mais indicações:
- 11 nomeações: Hugo
- 10 nomeações: O Artista
- 6 nomeações: Moneyball e War Horse
- 5 nomeações: The Descendants e The Girl with the Dragon Tattoo
- 4 nomeações: The Help e Midnight in Paris
- 3 nomeações: Albert Nobbs, Harry Potter and the Deathly Hallows – Part 2, Tinker Tailor Soldier Spy, Transformers: Dark of the Moon, e The Tree of Life
- 2 nomeações: A Separation, Bridesmaids, Extremely Loud and Incredibly Close, The Iron Lady, e My Week with Marilyn

## Apresentadores
- Halle Berry[4]
- Bridesmaids elenco: Rose Byrne, Ellie Kemper, Melissa McCarthy, Wendi McLendon-Covey, Maya Rudolph, e Kristen Wiig[5]
- Bradley Cooper[6]
- Tom Cruise[7]
- Penélope Cruz[8]
- Cameron Diaz[9]
- Tom Hanks[10]
- Angelina Jolie[11]
- Milla Jovovich[12]
- Jennifer Lopez[13]
- Natalie Portman[14]
- Chris Rock[15]
- Ben Stiller[16]
- Emma Stone[17]

## Honras do ano
A Academia irá honrar o 3° Anual Governors Awards.
Honras da Academia
- James Earl Jones
- Dick Smith (maquiador)

Jean Hersholt Humanitarian Award
- Oprah Winfrey

## In Memoriam
O segmento anual In Memoriam foi apresentado por Billy Crystal.
| - Jane Russell - Annie Girardot - John Calley - Polly Platt - Ken Russell - Donald Peterman - Farley Granger - Whitney Houston - Bingham Ray - Takuo Miyagishima - Bert Schneider - Michael Cacoyannis - David Z. Goodman - James Rodnunsky - Peter E. Berger - Jack J. Hayes - Peter Falk - Cliff Robertson - Laura Ziskin - Sidney Lumet | - Sue Mengers - Steve Jobs - George Kuchar - Hal Kanter - Theadora Van Runkle - Tim Hetherington - Gene Cantamessa - Gary Winick - Bill Varney - Jackie Cooper - Gilbert Cates - Richard Leacock - James M. Roberts - Marion Dougherty - Norman Corwin - Paul John Haggar - Joseph Farell - Ben Gazzara - Elizabeth Taylor |